# Haber (cràter)
Haber és un cràter d'impacte molt proper al Pol Nord de la Lluna. Els seus veïns més propers són els cràters Lovelace (contigu pel sud-oest); Lenard (al nord-oest); Hermite (al nord) i Sylvester (adjacent al sud-est); igual que la Catena Sylvester.

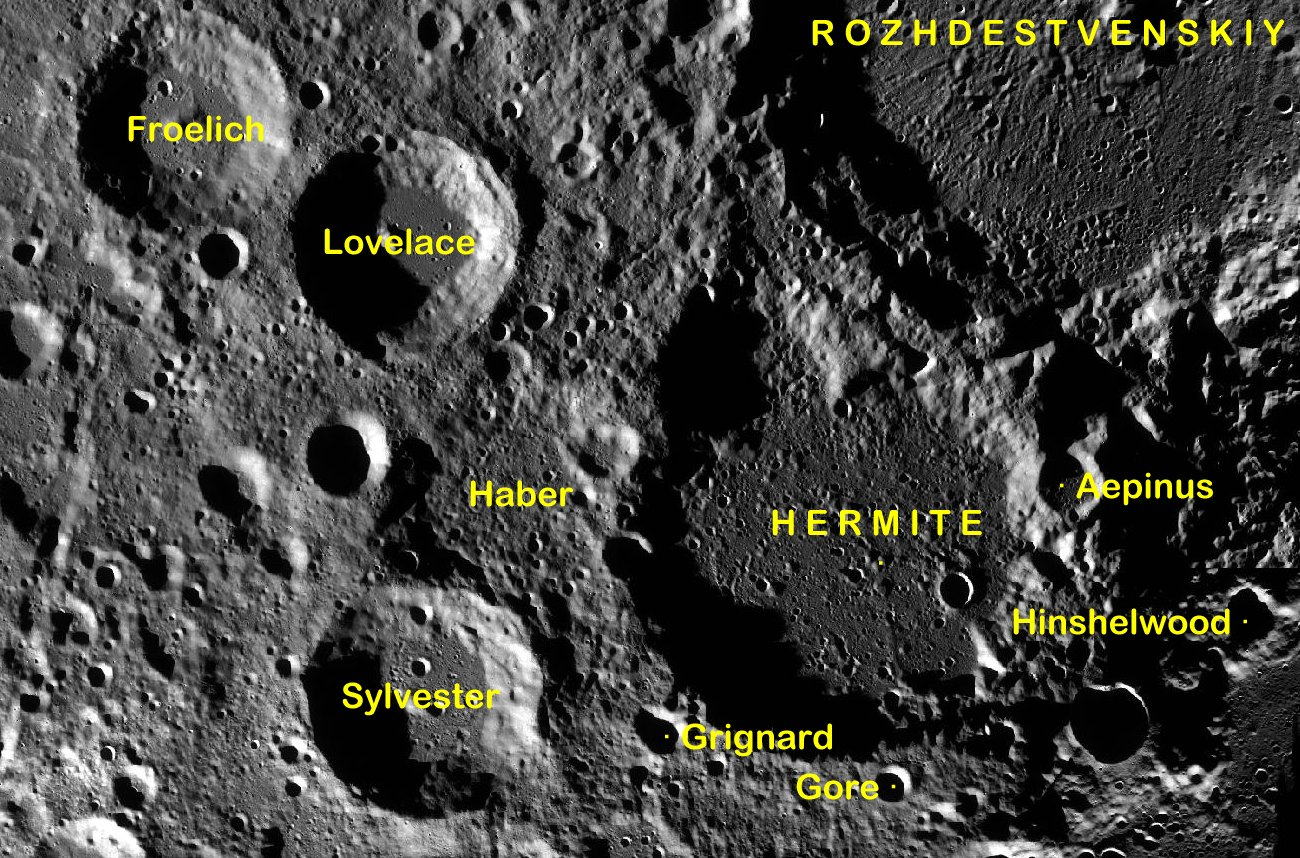
Localització d'Haber (centre de la imatge)

El cràter Haber té forma poligonal i està gairebé completament destruït. El seu contorn està allisat, bloquejat per molts impactes petits i és difícil distingir-lo del terreny circumdant. El fons del bol és força rugós, però sense elements notables.
Va rebre el nom del químic alemany Fritz Haber (1868-1934) per decisió de la UAI en 2009.